# 小林徹 (知的財産学者)
小林 徹（こばやし とおる）は、日本の知的財産学者、経済法・新領域法学者。大阪工業大学知的財産専門職大学院元客員教授。経済産業研究所(RIETI)上席研究員。元内閣官房参事官（司法制度改革推進本部事務局）。元通商産業省（現：経済産業省）資源エネルギー庁長官官房総務課エネルギー環境企画官。元特許庁知的財産研究官。元工業所有権情報・研修館理事。
専門は、知的財産政策・知的財産法（特にサービスマーク法、ADR法）、経済法・公共政策学。

## 略歴
1982年東京大学法学部公共学科卒業。同年、通商産業省（現：経済産業省）入省。1996年同省資源エネルギー庁長官官房総務課エネルギー環境企画官。1997年石油公団総務部総務課長などを経て、2001年内閣官房参事官（司法制度改革推進本部事務局）。2005年中小企業庁経営支援部創業連携推進課長。2006年原子力安全基盤機構審議役。2008年特許庁知的財産研究官。2012年大阪工業大学知的財産専門職大学院客員教授（2019年まで）。2020年経済産業研究所(RIETI)上席研究員。

## 主な著書
- サービスマーク（共著、有斐閣1992、学術書）
- 司法制度改革概説 7：裁判外紛争解決促進法（商事法務研究会2005、学術書）
- 知的財産～こんなトラブルに巻き込まれたら（単著、発明協会2012、学術書）